# スポンガーノ
スポンガーノ（イタリア語: Spongano）は、イタリア共和国プッリャ州レッチェ県にある、人口約3,700人の基礎自治体（コムーネ）。

## 地理

### 位置・広がり

#### 隣接コムーネ
隣接するコムーネは以下の通り。
- アンドラーノ
- ディーゾ
- オルテッレ
- ポッジャルド
- スラーノ